# Garga Muni
En el marco de la mitología hinduista, Garga fue uno de los grandes sabios de la literatura puránica.
Era hijo del rishi (sabio) Bharad Vasha y de Sushila.
Es más conocido como Garga Muni (siendo muni ‘silencio’, sabio silencioso) y Garga Acharia.
Fue sacerdote de la familia de Nanda (el padre adoptivo del dios pastor Krisná).
Fue el que decidió llamar al recién nacido como Krisná, después de recibir el nombre mediante la meditación.
- Datos: Q5523153